# Глібова Рудня (зупинний пункт)
Глібова Рудня (біл. Глебава Рудня) — зупинний пункт Могильовського відділення Білоруської залізниці в Бобруйському районі Могильовської області. Розташований за 2 км на північний захід від села Глібова Рудня; на лінії Бобруйськ — Рабкор, поміж станцією Червоний Брід і станцією Брожа.